# NGC 7619
NGC 7619 é uma galáxia elíptica (E) localizada na direcção da constelação de Pegasus. Possui uma declinação de +08° 12' 25" e uma ascensão recta de 23 horas, 20 minutos e 14,6 segundos.
A galáxia NGC 7619 foi descoberta em 26 de Setembro de 1785 por William Herschel.